# 霊太后
霊太后（れいたいごう、? - 528年）は、北魏の第7代皇帝宣武帝の充華（側室）であり、第8代皇帝孝明帝の実母である。姓は胡氏で、父は司徒の胡国珍。霊は諡で、夫の諡を重ねて宣武霊皇后とされた。霊太后胡氏、胡太后とも称される。宣武帝の崩御後、皇太后となってから北魏の実権者となったため霊太后として知られる。

## 生涯
安定郡臨涇県（現在の甘粛省慶陽市鎮原県）の人。宮中に入り、世婦から充華に進んだ。聡明で才知深く、仏教を篤信した。当時の北魏の後宮では、皇子が立太子されるとその生母は死を賜うという習慣があった。そのため、妃嬪や宮人はみな皇女を産むことを祈願していた。そんな中で、当時の胡世婦は自ら祈願して皇子を産んだ。それが元詡、後の孝明帝である。その後、皇太子の生母に死を賜るという風習は宣武帝によって廃止されたが、それによって皇太子の母が実権を握り、権勢を振るう弊害が生じることとなった。
孝明帝が即位すると、胡充華が皇太妃と尊称されるようになり、その後また皇太后に昇りつめ、臨朝聴政（摂政）するに及んだ。その執政には節度が見られず、その紊乱（）を理由に一時的に北宮に閉居させられたほどであった。しかし正光6年（525年）、宦官が実権を掌握し、臣下に政権争いが勃発すると、執政に返り咲いた。
胡国珍が没すると、亡父のために洛陽の永寧寺中に九層の大塔を建立した。その風は北魏の人士に及び、城内に仏寺が乱立する事態を招いた。
武泰元年（528年）、孝明帝が突然崩御した（一説によれば、帝が爾朱栄を頼ろうとしたため、霊太后が毒殺したとされる）。孝明帝には男子がなく、霊太后は帝の唯一の子であった皇女某を男と偽って皇太子と称し、同年（528年）4月1日にこれを無理やり帝位に就けた。しかし、すぐにそのことが発覚したため、皇女某をわずか1日で廃位し、改めて4月2日に孝明帝の従甥にあたる元釗（幼主）を帝位に就けた。
このような目まぐるしい廃立は天下を震撼させるに余りあり、将軍の爾朱栄はその欺瞞（）を疑い、挙兵に及んだ。そして、わずか15日で京師の洛陽を陥落させ、幼主と霊太后を捕らえた。代わって、新たに長楽王元子攸（孝荘帝）が皇帝に擁立された。爾朱栄は幼主と霊太后を連行して河陰に送り、黄河に沈めた（河陰の変）。
その後、霊太后の妹の馮翊郡君胡玄輝（元叉の妻）により霊太后の遺骨は双霊寺に埋葬された。高歓が爾朱氏を破った後、皇后の礼で改葬され、「霊」と諡された。

### エピソード
孝文帝の息子である汝南王元悦は、些細な事で妃嬪をしばしば鞭打ち、正妻の閭氏は元悦の暴行の傷が元で病に伏し別居するに至った。霊太后はこの事を知ると妃に対する鞭打ちを禁ずる令を下し、諸王の正妃で百日以上の疾患がある者は全て報告させる事を定め、諸王の中でさらに鞭打ちを加える者は爵位を削る旨を宣告した。

## 伝記資料
- 『魏書』
  - 巻9「粛宗紀」
  - 巻13「宣武霊皇后胡氏伝」
  - 巻83「胡国珍伝」
- 『北史』巻13「宣武霊皇后胡氏伝」
- 『洛陽伽藍記』巻1「永寧寺」条